# Казар (Калузька область)
Казар (рос. Казарь) — присілок в Сухиницькому районі Калузької області Російської Федерації.
Населення становить 20 осіб. Входить до складу муніципального утворення Присілок Радождево.

## Історія
Від 2004 року входить до складу муніципального утворення Присілок Радождево

## Населення
| 2002 | 2010 |
| ---- | ---- |
| 39   | ↘20  |